# Calliotectum egregium
Calliotectum egregium är en snäckart som beskrevs av Bouchet och Poppe 1995. Calliotectum egregium ingår i släktet Calliotectum och familjen Volutidae. Inga underarter finns listade i Catalogue of Life.